# Laboule

Laboule este o comună în departamentul Ardèche din sud-estul Franței. În 1 ianuarie 2022 avea o populație de 144 de locuitori.